# 明天见 (柚子单曲)
《明天见》是日本二人组合柚子（ゆず）的第36张单曲。2012年8月8日由其所属公司Senha&Company发售。